# Гліколева кислота
Гліколева кислота (2-гідрооксиоцтова кислота, гідрооксиметанова кислота, англ. glycolic acid ) — це органічна сполука з хімічною формулою C2H4O3, найменша α-гідроксикислота → (англ. α-hydroxy acid  (AHA)), що схожа на безколірні кристали, іноді зі запахом паленого цукру. Добре розчиняється у рідинах: воді, спирті, ацетоні, ефірі.
Широко використовується у різних галузях органічної хімії:
- у промисловості — для очищення обладнання,
- в обробці металів,
- у шкірній промисловості,
- у нафтогазовій індустрії,
- як складник побутових засобів для чищення,
- особливо поширена у косметології.

## Виготовлення
Щорічно у світі синтезують кілька мільйонів кілограмів гліколевої кислоти, додавши до хлороцтової кислоти гідрооксид натрію (сода, поташ):
ClCH2CO2H + NaOH → HOCH2CO2H + NaCl
Для каталізації реакції використовують формальдегід та синтез-газ, що є найчастішим методом синтезу гліколевої кислоти у промисловості. Існують також інші типи ферментативних біохімічних реакцій, що забезпечують виготовлення більш очищеної гліколевої кислоти, у порівнянні до традиційного методу. На сьогодні виробництва почали впроваджувати нові методи із залученням менших затрат енергії та зменшення вихідної кількості домішок. Природним шляхом гліколеву кислоту можна отримати із: винограду (у більшій кількості — із його нестиглих плодів), цукрового буряка, цукрової тростини, ананасу та канталупу.

## Використання у косметології
Завдяки унікальним властивостям проникнення у шкіру, ця найдрібніша α-гідрооксикислота знайшла широке застосування у продукції для догляду за шкірою як кератолітика.
Найбільш відомим є хімічний пілінг із гліколевою кислотою, який виконують дерматологи, пластичні хірурги або ліцензовані косметологи (естетисти) у концентрації від 20 % до 70 %. Також розроблено багато засобів для домашнього догляду із нижчими концентраціями, від 10 % до 20 %.
Разом із концентрацією, важливе значення при виборі препарату із гліколевою кислотою має й сам pH розчину, який здатний істотно підсилювати її дію. Кислотність при гліколевому пілінгові, може мати дуже низький pH (до 0,6), оскільки така рівень pH здатний відлущити усі кератинові шари, тобто досягнути поверхнево-серединної дії хімічного пілінгу на шкіру. У той час для домашнього догляду пропонуються безпечні високо очищені засоби гліколевої кислоти із pH не нижче 2,5.
У дермато-косметології гліколева кислота використовується для покращення здорового вигляду шкіри та поліпшення її текстури. Завдяки їй можна нівелювати прояви пігментних плям, дрібних зморшок, поверхневих шрамів (постакне), мілких післяродових розтяжок та ін. У деяких випадках, коли потрібно відрегулювати ту ланку патогенезу, де переважає надмірна продукція та накопичення змертвілих лусочок кератоцитів, препарати гліколевої кислоти додають до комплексу лікування, в тому числі й при актинічному та себорейному гіперкератозах.
Подальшу потребу у вивченні дії гліколевої кислоти та обережність у її застосуванні в косметології пов'язують з її світлочутливою та вираженою подрадзнюючою діями, а також такими відносними протипоказами як купероз та інфекційні хвороби шкіри, що постійно загострюються.

## Застереження
Гліколева кислота є сильнодіючим подразником. Слід уникати потрапляння до очей та на слизові оболонки, не вживати всередину.
Алергічна дія гліколевої кислоти трапляється дуже рідко, але перед застосуванням нового засобу варто робити тест на алергічну реакцію.
Гліколева кислота у високих концентраціях є сильним подразником, тому її не бажано використовувати для темношкірих та гіперчутливих типів шкір.
Використання гелів, лосьйонів, тоніків та кремів із гліколевою кислотою дуже низької концентрації у вагітних не є абсолютним протипоказом, але й не 
є достатньо вивченим.